# Gratispostkarte

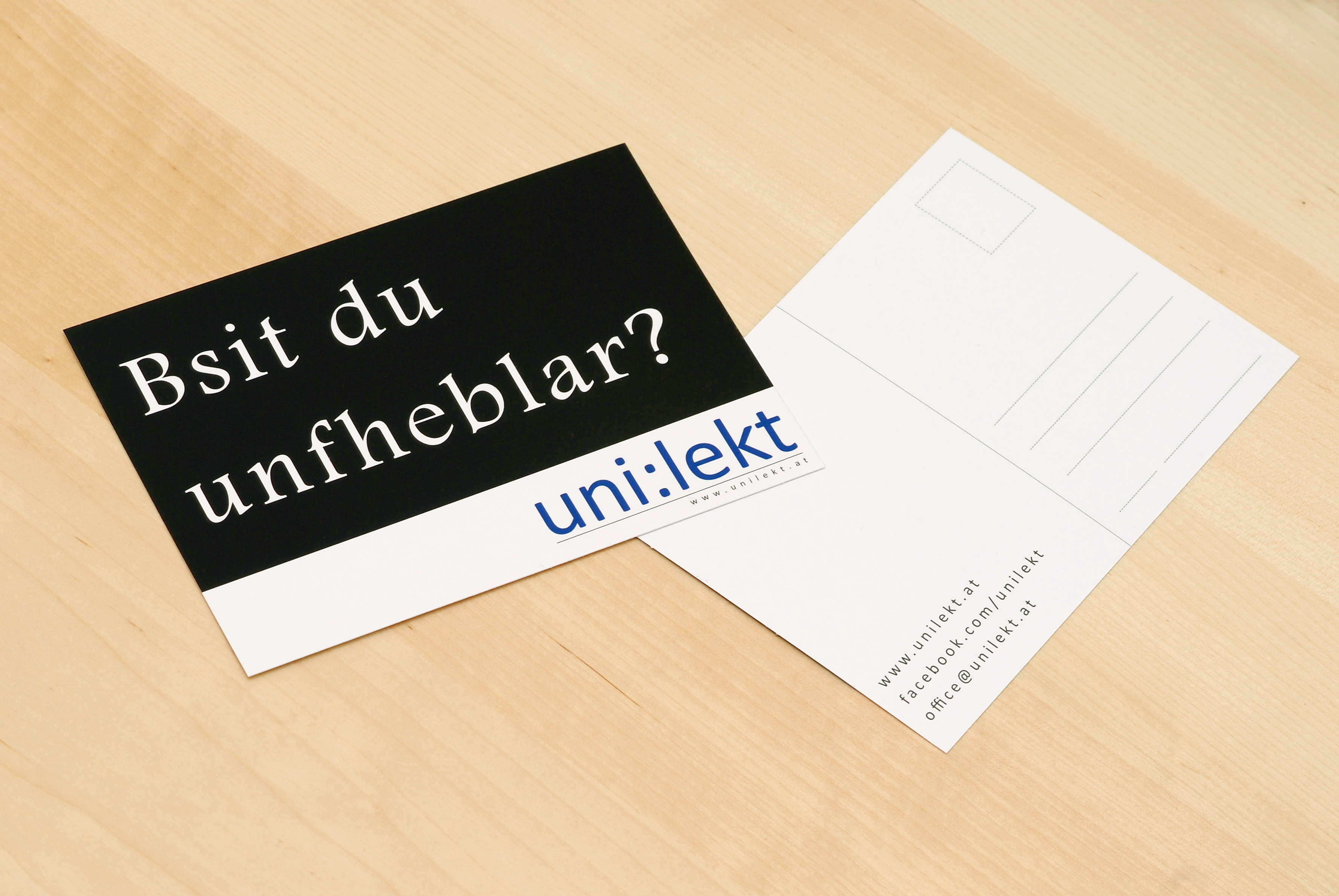
Beispiel einer Gratispostkarte; hier mit Werbung eines österreichischen Lektorats für Hochschularbeiten

Eine Gratispostkarte oder Freecard ist eine kostenlos vertriebene Postkarte, die oft auch als Werbepostkarte dient. Man findet sie vor allem in der Gastronomie in speziellen Aufstellern (auch Displays genannt) zur kostenlosen Mitnahme. Viele Karten sind auch auf der Rückseite mit Werbebotschaften bedruckt und stellen so eine Alternative zum Flyer dar, die dann nur bedingt oder gar nicht zum postalischen Versand geeignet ist. Die Markennamen Edgar-Cards und CityCards haben sich zwischenzeitlich ebenfalls als Gattungsbegriff herausgebildet.

## Geschichte
Die Geschäftsidee trat in dieser Form in Deutschland erstmals 1992 mit Anbietern wie der Berliner Firma DinA6 Postkartenwerbung (heute Dinamax Media), der Hamburger Firma Edgar auf der Karte oder der Wuppertaler Edition Pick Up in Erscheinung.
International ist diese Form der Werbung früher belegt; in Dänemark verteilte die Firma Gocard aus Kopenhagen bereits fünf Jahre vorher Gratispostkarten, in Spanien soll sogar bereits 1985 in Barcelona und Madrid eine Firma namens Vangardia mit dieser Geschäftsidee aktiv gewesen sein.
Der Gründer der amerikanischen Gratispostkartenfirma GoCard, Alan Wolan, entdeckte das Konzept erstmals Anfang der 1990er Jahre in Berlin und wurde zunächst Teilzeitmitarbeiter bei der Berliner Firma DinA6 Postkartenwerbung, bevor er die Idee erfolgreich in die USA exportierte.

## Konzept und Finanzierung
Gratispostkarten haben Werbemotive, teilweise aber auch redaktionelle Motive oder Künstlerpostkarten. Die Künstler- und redaktionellen Karten sollen die Zielgruppe zum Mitnehmen der Gratispostkarten animieren und die Attraktivität des gesamten Kartenangebots erhöhen, die Kunstkarten wirken also als sogenannte Eyecatcher. Im Laufe der Zeit verschob sich das Verhältnis von Werbe- zu unwerblichen Karten zugunsten der kommerziellen Karten (Beispiel Edgar: 1998 befanden sich noch ebenso viel Werbe- wie werbefreie Karten im Display, im Jahr 2002 waren bereits doppelt so viele Kommerz- wie Kunstkarten im Kartenhalter).
Im Fall von Werbekarten bezahlt der Kunde die anfallenden Gestaltungs- und Produktionskosten. Die Kartenständer werden im gebuchten Schaltungszeitraum durch Verteiler landesweit oder regional mit den Karten bestückt.
Die Künstlerpostkarten werden zunächst von Künstlern entworfen, die ihre Motive einsenden. Wird ihr Motiv ausgewählt, wird dieses produziert und verteilt. Je nach Anbieter muss der Künstler einen geringen Geldanteil beisteuern oder bekommt den Druck und die Verteilung gratis.
Mit den durch die Werbekarten erzielten Einnahmen werden die Künstler- und redaktionellen Karten subventioniert.
Ein weiterer Bestandteil des Konzepts der Gratiskartenanbieter besteht darin, die Zielgruppen im Freizeitumfeld mit den kommerziellen Werbekarten, die nicht unbedingt auf den ersten Blick als solche erkennbar sind, zu konfrontieren. Oftmals ergibt sich die Werbebotschaft erst im Zusammenspiel zwischen einer werbefreien Motivseite und der Rückseite der Karte. Dabei, so die Ansicht der Anbieter, werden die Postkarten vom Konsumenten als unaufdringlich empfunden, da er das Kartendisplay problemlos ignorieren kann. Wird die Werbekarte jedoch mitgenommen und versendet, wird zusätzlich auch der Empfänger mit der Werbebotschaft konfrontiert.
Mit Werbekarten lässt sich die Zielgruppe besonders gut ansprechen dank der optimalen Orts- und Produktsumgebungsauswahl.

## Kartenthemen und -motive
Im kommerziellen Bereich gibt es kaum eine Branche, die noch nicht auf Gratispostkarten geworben hat. Dies betrifft nicht nur solche, die eine Affinität zum Verteilumfeld – im Wesentlichen die Gastronomie – besitzen wie Hersteller von Getränken, Nahrungsmitteln oder Tabakwaren, sondern auch zum Beispiel Automobil-, Film-, Möbel-, Musik- oder Telekommunikationsindustrie. Auch von staatlichen oder gemeinnützigen Organisationen werden Karten zu sozialen Themen wie zum Beispiel zur AIDS- oder Drogenproblematik herausgebracht. Auch viele politische Parteien haben bereits Gratispostkarten mit Wahlwerbung verteilen lassen. Daneben erscheinen auch Karten mit Veranstaltungshinweisen.
Bei den werbefreien Karten handelt es sich im Wesentlichen um Karten mit Sprüchen oder künstlerischen fotografischen oder grafischen Darstellungen. Insbesondere zu Anlässen wie Ostern, Weihnachten, Muttertag oder zum Jahreswechsel erscheinen regelmäßig entsprechende Karten.

## Anbieter
In Deutschland gibt es mehrere Anbieter von Gratispostkarten. Neben verschiedenen regionalen Verlagen werden Karten der Marken CityCards, Edgar Freecards und großformatige Platinum-Karten bundesweit vertrieben, wobei CityCards die Marke des Verbandes der Gratispostkartenverlage bildet, einem Zusammenschluss von 21 regionalen Anbietern.

## Gratiskarten als Sammelobjekt
Gratispostkarten werden seit Anbeginn ihres Bestehens gesammelt. Grundsätzlich werden hier entweder Karten nach Themen (z. B. Karten zu Kinofilmen oder in Sonderformaten) oder von bestimmten Anbietern gesammelt. Aufgrund der durchgängigen Nummerierung seit 1992 eignen sich Edgar-Karten besonders als Sammelobjekt.
Fehldrucke (analog zu den Abarten in der Philatelie), Sonderkarten (zum Beispiel Karten in besonderen Formen, Größen, aus besonderen Materialien oder mit aufkonfektionierten Warenproben) oder spezifische Serien gelten unter Sammlern als besonders beliebt.